# Sport Mediaset Monday Night
Sport Mediaset Monday Night è un programma televisivo italiano di approfondimento calcistico, in onda in seconda serata su Italia 1 dal 9 gennaio 2023 con la conduzione di Benedetta Radaelli.

## Il programma
Il programma, nato per sostituire il programma calcistico Pressing - Lunedì (spin-off di Pressing andato in onda su Italia 1 dal 15 agosto al 14 novembre 2022 con la conduzione di Dario Donato e Benedetta Radaelli), si occupa di commentare il match del lunedì sera.

## Edizioni
| Edizione | Anno      | Conduzione         | Periodo        | Periodo        | Puntate | Studio                                                         |
| Edizione | Anno      | Conduzione         | Inizio         | Fine           | Puntate | Studio                                                         |
| -------- | --------- | ------------------ | -------------- | -------------- | ------- | -------------------------------------------------------------- |
| 1ª       | 2023      | Benedetta Radaelli | 9 gennaio 2023 | 6 giugno 2023  | 20      | Studio 15 del Centro di produzione Mediaset di Cologno Monzese |
| 2ª       | 2023-2024 | Benedetta Radaelli | 21 agosto 2023 | 27 maggio 2024 | 34      | Studio 15 del Centro di produzione Mediaset di Cologno Monzese |
| 3ª       | 2024-2025 | Benedetta Radaelli | 19 agosto 2024 | 26 maggio 2025 | 38      | Studio 15 del Centro di produzione Mediaset di Cologno Monzese |

## Programmazione
| Edizione | Rete televisiva | Anno      | Stagione          | Orario      | Durata | Programmazione | Programmazione | Programmazione | Programmazione | Programmazione | Programmazione | Programmazione | Collocazione   |
| Edizione | Rete televisiva | Anno      | Stagione          | Orario      | Durata | L              | M              | M              | G              | V              | S              | D              | Collocazione   |
| -------- | --------------- | --------- | ----------------- | ----------- | ------ | -------------- | -------------- | -------------- | -------------- | -------------- | -------------- | -------------- | -------------- |
| 1ª       | Italia 1        | 2023      | inverno-primavera | 23:40-00:20 | 40 min |                |                |                |                |                |                |                | Seconda serata |
| 2ª       | Italia 1        | 2023-2024 | estate-primavera  | 23:40-00:20 | 40 min |                |                |                |                |                |                |                | Seconda serata |
| 3ª       | Italia 1        | 2024-2025 | estate-primavera  | 23:40-00:20 | 40 min |                |                |                |                |                |                |                | Seconda serata |